# Thám tử lừng danh Conan: Cú đấm Sapphire xanh
Thám tử lừng danh Conan: Cú đấm Sapphire xanh (Nhật: 名探偵コナン 紺青の拳 Hepburn: Meitantei Konan: Konjō no Fisuto) là phim  anime 2019, được đạo diễn bởi Nagaoka Chika và biên kịch bởi Okura Takahiro. Đây là bộ phim thứ 23 trong series phim điện ảnh Thám tử lừng danh Conan, chuyển thể từ manga cùng tên của Aoyama Gōshō. Phim khởi chiếu tại Nhật Bản từ ngày 12 tháng 4 năm 2019. Tại Việt Nam, phim khởi chiếu từ 23 tháng 8 năm 2019.

## Nội dung
Bộ phim sẽ đưa chúng ta đến với Đảo Quốc Sư Tử Singapore. Tại đây, một vụ án mạng đã xảy ra và hiện trường để lại là một tấm thẻ thông báo dính máu của siêu đạo chích Kid. Mục tiêu lần này của Kid chính là báu vật trong truyền thuyết – viên đá Sapphire xanh ẩn dưới đáy đại dương. Tuy nhiên, cao thủ Karate mạnh nhất thế giới với liên tiếp 400 trận bất bại Kyogoku Makoto đã xuất hiện để ngăn chặn Kid. Vậy lý do Kid cũng đưa Conan đến Singapore là để làm gì? Cú đấm giết người bí ẩn đó là như thế nào? Âm mưu đen tối nào sẽ dần lộ diện?... 

## Phân vai
| Nhân vật            | Diễn viên lồng tiếng       | Diễn viên lồng tiếng |
| Nhân vật            | Nhật Bản                   | Việt Nam             |
| ------------------- | -------------------------- | -------------------- |
| Edogawa Conan       | Takayama Minami            | Hoàng Sơn            |
| Authur Hirai        | Takayama Minami            | Hoàng Sơn            |
| Kudo Shinichi       | Yamaguchi Kappei           | Hoàng Sơn            |
| Kaitou Kid          | Yamaguchi Kappei           | Minh Vũ              |
| Nakamori Ginzo      | Ishii Koji                 | Tất My Ly            |
| Eugene Lim          | Kurt Cammon                | Tất My Ly            |
| Mouri Ran           | Yamazaki Wakana            | Thúy Hằng            |
| Mouri Kogoro        | Koyama Rikiya              | Trần Vũ              |
| Suzuki Sonoko       | Matsui Naoko               | Ngọc Quyên           |
| Makoto Kyogoku      | Hiyama Nobuyuki            | Chánh Tín            |
| Tsuburaya Mitsuhiko | Otani Ikue                 | Trường Tân           |
| Haibara Ai          | Hayashibara Megumi         | Linh Phương          |
| Agasa Hiroshi       | Ogata Kenichi              | Chơn Nhơn            |
| Kojima Genta        | Takagi Wataru              | Thiện Trung          |
| Yoshida Ayumi       | Iwai Yukiko                | Kim Ngọc             |
| Leon Lowe           | Yamazaki Ikusaburo         | Tuấn Anh             |
| Rachel Cheung       | Mayuko Kawakita            | Kaycee (SGO48)       |
| Hezli Jamaluddin    | Ryan Drees                 | Kiêm Tiến            |
| John Han Chen       | Jeff Manning               | Hạnh Phúc            |
| Sherilyn Tan        | Asakawa Yū                 | Thùy Tiên            |
| Nakatomi Reijiro    | Takahashi Hiroki           | Trí Luân             |
| Mark Aidan          | Charles Glover             | Tấn Phong            |
| Rishi Ramanathan    | Yūki Kaji và Dominic Allen | Quang Tuyên          |

## Bài hát chủ đề
HIROOMI TOSAKA (Sandaime J SOUL BROTHERS from EXILE TRIBE)「BLUE SAPPHIRE」(rhythm zone)